# Frida ensam
Frida ensam (Frida sola) fue el segundo álbum en solitario que grabó la componente de ABBA Anni-Frid Lyngstad en 1975. Todas las canciones del disco están cantadas en sueco, destacando la primera versión del famoso hit Fernando.

## Lista de canciones

### LP Original (1975)
Lado A
- 1. "Fernando" (Stikkan Anderson, Benny Andersson, Björn Ulvaeus) - 4:14
- 2. "Jag Är Mig Själv Nu" (J. Fuller, Marie Bergman) - 3:05
- 3. "Som En Sparv" (Barbro Hörberg, Jan Askelind) - 3:43
- 4. "Vill Du Låna En Man?" (N. Wilson, R. Bourke, B. Sherrill, Stikkan Anderson)- 2:45
- 5. "Liv På Mars?" (David Bowie, Owe Junsjö) - 3:48
- 6. "Syrtaki" (G. Zambetas, A. Sakelarios, Sam Lundwall) - 2:58

Lado B
- 7. "Aldrig Mej" (E. Riccardi, L. Albertelli, Stikkan Anderson) - 4:06
- 8. "Guld Och Gröna Ängar" (Eric Stewart, Graham Gouldman, Owe Junsjö) - 3:41
- 9. "Ett Liv I Solen" (F. Paulin, I. Michetti, Mats Paulson) - 3:53
- 10. "Skulle De' Va' Skönt" (Brian Wilson, T. Asher, Marie Bergman) - 3:17
- 11. "Var Är Min Clown?" (Stephen Sondheim, Mats Paulson) - 4:22

### Bonus tracks del CD (2005)
- 12. "Man Vill Ju Leva Lite Dessemellan" (V. Taricotti, M. Marrachi, F. Evangelisti, Stikkan Anderson) - 2:53
- 13. "Ska Man Skratta Eller Gråta?" (G. Baldazzi, S. Bardotti, R. Cellamare, Stikkan Anderson) - 3:51

## Charts y certificaciones
| Listas              | Posición |
| ------------------- | -------- |
| Suecia Albums Chart | 1 (6)    |

| País   | Certificación | Ventas   |
| ------ | ------------- | -------- |
| Suecia | Platino       | 100 000+ |

- Datos: Q1754966